# Seles
Seles, por vezes grafada como Ucu–Seles, é uma cidade e município da província do Cuanza Sul, em Angola.
Tem 3 101 km² e cerca de 202 mil habitantes. É limitado a norte pelo município de Conda, a leste pelos municípios da Cela, a sul pelo município do Cassongue, e a oeste pelo municípios do Sumbe.
O município é constituído pela comuna-sede, correspondente à cidade de Seles, e pelas comunas de Amboiva e Botera.
Até 1975 designou-se por "Vila Nova de Seles".